# 분 보 후에
분 보 후에(베트남어: bún bò Huế)는 베트남 중부 후에 지역의 국수 요리이다. 레몬그래스와 고추기름, 맘 루옥(새우 소스) 등으로 맛을 낸 쇠고기 육수에 쌀국수 분을 말아 먹는다. 숙주나물 등 여러 가지 채소와 허브 및 쇠고기 고명을 올려 내며, 돼지 선지를 넣어 만들기도 한다.

## 이름
베트남어 "분 보 후에(bún bò Huế)"는 "후에식 쇠고기 국수"라는 뜻이다. "분(bún)"은 "얇은 쌀국수"를 뜻하며, "보(bò)"는 "쇠고기"라는 뜻이다. "후에(Huế)"는 지명으로, 베트남 중부의 도시 이름이다.

## 같이 보기
- 분 보 남보